# Luis Pinto
Pour les articles homonymes, voir Pinto.
Pinto  Lacao est un nom espagnol. Le premier nom de famille, en général paternel, est Pinto ; le second, en général maternel, souvent omis, est Lacao.
Luis Pinto, né le 30 novembre 1995 à Nirgua, est un coureur cycliste vénézuélien.

## Biographie
Luis Pinto est originaire de Nirgua, une ville située dans l'État d'Yaracuy. En 2015, il se distingue sur piste en devenant champion du Venezuela de l'omnium. Il termine aussi huitième du Tour du Venezuela en 2017. L'année suivante, il obtient une victoire et diverses places d'honneur dans des courses nationales. Il s'impose également à plusieurs reprises en 2019 et en 2021. 
Lors de la saison 2023, il se classe notamment cinquième du championnat du Venezuela sur route. Il finit ensuite quatrième du Tour du Táchira et sixième de la Vuelta a la Independencia Nacional en 2024. 

## Palmarès sur route

### Par année
- 2015
  - 6e étape du Tour du Trujillo
- 2017
  - Clásico Aso
- 2018
  - 2e étape de la Clásica de La Guajira
- 2019
  - Homenaje al Manuel Fernández[1],[2]
  - 3e du Tour de Miranda
- 2021
  - Vuelta a Barinas
  - 2e étape du Clásico de Carabobo[3]
- 2022
  - Clásico de Valencia
- 2023
  - 3e étape de la Vuelta a Barinitas
- 2024
  - 2e étape du Clásico José Gregorio Hernández
  - 2e étape du Tour du Venezuela
  - 3e du Clásico José Gregorio Hernández
- 2025
  - 2e étape du Clásico José Gregorio Hernández
  - 2e du championnat du Venezuela sur route

### Classements mondiaux
| Année                                 | 2018  | 2019  | 2020 | 2021 | 2022 | 2023  | 2024  |
| ------------------------------------- | ----- | ----- | ---- | ---- | ---- | ----- | ----- |
| Classement mondial                    | 2618e | 1650e | nc   | nc   | nc   | 2272e | 1428e |
| UCI America Tour                      | 373e  | 246e  | nc   | nc   | nc   | 360e  | nc    |
|                                       |       |       |      |      |      |       |       |
| Légende : nc = non classéSource : UCI |       |       |      |      |      |       |       |

## Palmarès sur piste

### Championnats nationaux
- 2015
  -  Champion du Venezuela de l'omnium